# Municipio de Pine (condado de Armstrong)
El municipio de Pine (en inglés: Pine Township) es un municipio ubicado en el condado de Armstrong en el estado estadounidense de Pensilvania. En el año 2000 tenía una población de 499 habitantes y una densidad poblacional de 39.2 personas por km².

## Geografía
El municipio de Pine se encuentra ubicado en las coordenadas 40°55′15″N 79°26′08″O / 40.92083, -79.43556.

## Demografía
Según la Oficina del Censo en 2000 los ingresos medios por hogar en la localidad eran de $31,250 y los ingresos medios por familia eran $33,558. Los hombres tenían unos ingresos medios de $31,364 frente a los $17,500 para las mujeres. La renta per cápita para la localidad era de $17,824. Alrededor del 11,4% de la población estaban por debajo del umbral de pobreza.